# Potencjał Volty
Potencjał Volty (nazywany też różnicą potencjału Volty, różnicą potencjału kontaktu, albo zewnętrzną różnicą potencjału, Δψ, delta psi) – w elektrochemii jest to różnica potencjału elektrycznego pomiędzy dwoma punktami w próżni znajdującymi się blisko powierzchni nienaładowanych metali M1 i M2 będących w kontakcie elektrycznym.
Nazwa pochodzi od nazwiska włoskiego fizyka Alessandro Volty.

## Pochodzenie
Jeśli dwa różne metale są elektrycznie odizolowane od siebie, to wtedy pomiędzy nimi może zaistnieć pewna różnica potencjałów. Po połączeniu elektrycznym elektrony przepływają z metalu o mniejszej pracy wyjścia do metalu z wyższą pracą wyjścia, aż do momentu, kiedy potencjały elektrochemiczne elektronów wewnątrz tych dwóch metali będą sobie równe. Ilość elektronów która przepłynie pomiędzy tymi metalami jest generalnie niewielka i dlatego poziom Fermiego praktycznie nie ulegnie zmianie. Ładunek który przepłynął pomiędzy metalami jest źródłem potencjału Volty.

## Pomiar
Różnica potencjału Volty jest mierzalna. Wielkość ta związana jest z pojemnością kondensatora, którego dwie okładki zrobione są z dwóch metali, dla których różnica potencjałów Volty jest mierzona i z wielkością ładunku elektrycznego użytego do naładowania tego kondensatora. W podobny sposób można zmierzyć różnicę potencjału Volty pomiędzy elektrodą i elektrolitem.

## Znaczenie
Potencjał Volty, razem z potencjałem Galvaniego, ma fundamentalne znaczenie w elektrochemicznym opisie granicy międzyfazowej (na przykład potencjał elektrody, ogniwo galwaniczne).